# 曽田孝一郎
曽田 孝一郎（そだ こういちろう、旧字体：曾田 孝一郞、明治5年11月8日（1872年12月8日）- 昭和22年（1947年）3月2日）は、日本の陸軍軍人。最終階級は陸軍中将。

## 経歴
島根県松江市出身。旧松江藩士の曽田虎太郎の長男として生まれる。1894年（明治27年）7月、陸軍士官学校（5期）を卒業
し、同年9月、工兵少尉に任官。1902年（明治35年）11月、陸軍大学校（16期）を卒業し参謀本部に配属された。日露戦争に出征し、満州軍参謀などを務めた。
1913年（大正2年）3月、陸大教官に就任。1914年（大正3年）1月、工兵大佐に昇進し参謀本部通信課長に転じた。1916年（大正5年）5月、近衛工兵大隊長に就任。
1918年（大正7年）8月、陸軍少将に進級し基隆要塞司令官となる。同年11月、台湾総督府陸軍部参謀長に転じた。1919年（大正8年）8月、同府陸軍部が台湾軍に改編され初代参謀長となる。1921年（大正10年）2月、鎮海湾要塞司令官に就任。
1922年（大正11年）8月、工兵監に転じ、1923年（大正12年）8月、陸軍中将に進んだ。1926年（大正15年）3月に待命、そして予備役編入となった。1928年（昭和3年）に召集され、5月11日に留守第3師団長に着任した。同年11月、召集解除となった。昭和22年3月2日没。墓所は寺町の西福寺。

## 栄典
位階
- 1905年（明治38年）4月7日 - 従六位[4]
- 1918年（大正7年）9月20日 - 正五位[5]

勲章等
- 1940年（昭和15年）8月15日 - 紀元二千六百年祝典記念章[6]